# Malin Gut
Malin Gut (Suiza; 1 de agosto de 2000) es una futbolista suiza que juega como centrocampista para el Arsenal y la Selección absoluta de Suiza.

## Clubes
Gut debutó profesionalmente a los 15 años en el FC Zürich, con quien ganó la Nationalliga A y la Copa de Suiza en 2016, 2018 y 2019. 
Tras jugar una temporada en el Grasshopper Club Zúrich, fue fichada por el Arsenal inglés.

## Selección nacional
Gut debutó con la Selección absoluta de Suiza el 20 de mayo de 2019 y jugó varios partidos durante la clasificación para el Mundial de 2019.

## Palmarés
- Nationalliga A: 2016, 2018, 2019
- Copa de Suiza: 2016, 2018, 2019